# Frans de Costere
François De Costere (nom latinisé en Franciscus Costerus), né le 15 juin 1532 à Malines (Seigneurie de Malines, Pays-Bas des Habsbourg) et décédé le 9 décembre 1619 à Bruxelles, est un jésuite brabançon, écrivain spirituel et prédicateur, appelé le Marteau des hérétiques pour ses succès dans les controverses avec les Protestants. Il mourut en odeur de sainteté.

## Biographie
François Coster (ou De Costere) fit des études de philosophie à Louvain (1548-1551) avant d’entrer dans la Compagnie de Jésus (en 1552). De Cologne il fut envoyé à Rome en 1553 pour y poursuivre son noviciat à Saint-André du Quirinal et ensuite ses études de théologie. Il y connut personnellement saint Ignace de Loyola.
Ordonné prêtre en 1556 il revint à Cologne où il enseigna quelques années (il eut Juste Lipse parmi ses élèves) et fut directeur des novices (1557-1564). À partir de 1565, De Costere occupa successivement de nombreux postes administratifs où il excella à consolider l’apostolat d’une Compagnie de Jésus encore très jeune dans les Pays-Bas méridionaux. Provincial de Germanie inférieure (dont faisait partie les Pays-Bas méridionaux) de 1565 à 1571. Comme provincial il obtient du Supérieur général, François Borgia, que le jeune et déjà brillant Robert Bellarmin soit envoyé à Louvain, en 1569, comme premier professeur de théologie au scolasticat jésuite récemment fondé.
Recteur des collèges de Douai (1572-1574) et de Bruges (1575). Provincial à nouveau, de la province du Rhin et ensuite de la « Province belge » nouvellement érigée (1585-1589). Il fit de nombreux voyages à Rome, appelé par le Supérieur Général ou envoyé comme délégué aux Congrégations générales de 1565, 1581 et de 1593.

## Écrivain
Ces charges administratives ne l’empêchaient de poursuivre son apostolat direct d’écrivain spirituel. Le Père De Costere nous a laissé de nombreux écrits :
- Écrits de formation spirituelle : Le premier Libellus Sodalitatis et des livres de méditations sur la Vierge Marie, sur le Salve Regina et la Passion du Christ, composés pour les membres des Congrégations mariales, des associations pieuses laïques formées partout par les jésuites sur le modèle de celle fondée à Rome en 1565 par Jean Leunis, et dont De Costere fut un grand promoteur dans les Pays-Bas.
- Une série de Catholijcke Sermoonen : écrits de 1597 à 1616 à la demande explicite de ses confrères belges eut un très grand succès au XVIIe siècle. Pour mieux atteindre son public, les sermons furent composés directement en néerlandais, un fait encore rare à l’époque. En 1610, le synode d’Anvers ordonna que tous les curés du diocèse aient ce livre des sermons dans leur bibliothèque. En fait, au-delà du genre « pieux et édifiant », ces sermons forment une petite encyclopédie de commentaires sur l’Écriture et la théologie. Ils donnent aussi des leçons de morale et d’ascèse religieuse et comprennent également des méditations adaptées aux prêtres et aux chrétiens.

## Écrits
Parmi les écrits les plus importants:
- Libellus Sodalitatis, Cologne, 1586. (souvent réimprimé, traduit et adapté).
- Apologia, Cologne, 1603.
- Het cabinet der ghebeden, Anvers, 1604.
- Catholijcke Sermoonen, Anvers, 1598-1618.